# Phytoecia cinctipennis
Phytoecia cinctipennis is een keversoort uit de familie boktorren (Cerambycidae). De wetenschappelijke naam van de soort is voor het eerst geldig gepubliceerd in 1849 door Carl Gustaf Mannerheim.